# Antinephele lunulata
Antinephele lunulata là một loài bướm đêm thuộc họ Sphingidae. Nó được miêu tả bởi Rothschild và Jordan năm 1903, và được tìm thấy ở forests và wooded habitats from Sierra Leone to Cameroon,Cộng hòa Dân chủ Congo, Zambia, Zimbabwe và Tanzania, cũng như Madagascar.
Chiều dài cánh trước là từ 18–21 mm. Màu cánh trước là màu oliu đất sét vàng hoặc vàng đất.

## Phụ loài
- Antinephele lunulata lunulata
- Antinephele lunulata turlini - Darge, 1972 (Madagascar)